# Yucca flaccida
Yucca flaccida Haw., con el nombre común de palma de aguja, es una especie de planta fanerógama perteneciente a la familia Asparagaceae.

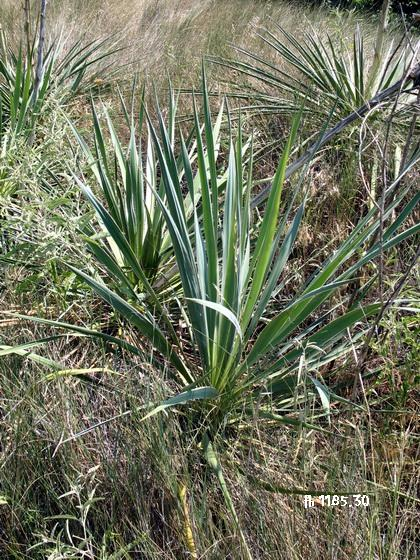
Vista de la planta

## Distribución y hábitat
Es nativo del este de América del Norte desde Ontario y Maryland al sur de la Florida y Texas. También se informa naturalizado en Polonia.

## Descripción
Alcanza un tamaño de 55 cm de alto por 150 cm de ancho, es un arbusto sin tallo de hoja perenne con una roseta basal de punta afilada, con hojas en forma de espada de hasta 55 cm de largo. En verano, con una larga panícula de 150 cm de flores blancas cremosas en forma de campana se aparecen sobre el follaje.
Numerosos cultivares están disponibles, algunos con hojas variegadas, de los cuales 'Golden Sword' e 'Ivory' han ganado el Premio de la Award of Garden Merit de la Royal Horticultural Society. 

## Taxonomía
Yucca flaccida fue descrita por Adrian Hardy Haworth y publicado en Supplementum Plantarum Succulentarum ... 34. 1819.
Etimología
Yucca: nombre genérico que fue nombrado por Carlos Linneo y que deriva por error de la palabra taína: yuca (escrita con una sola "c").
flaccida: epíteto latíno que significa "débil, flácida", en referencia a las hojas que a menudo se doblan bajo su propio peso (las hojas internas pueden permanecer erguidas, ya que se apoyan en las exteriores).
Sinonimia
- Yucca arkansana subsp. freemanii (Shinners) Hochstätter
- Yucca arkansana subsp. louisianensis (Trel.) Hochstätter
- Yucca concava Haw.
- Yucca exigua Baker
- Yucca freemanii Shinners
- Yucca glaucescens Haw.
- Yucca louisianensis Trel.
- Yucca orchioides Carrière
- Yucca orchioides var. major Baker
- Yucca puberula Haw.
- Yucca smalliana Fernald[10][11]